# ماثيو فورمان
ماثيو فورمان (بالإنجليزية: Matthew Foreman)‏ هو فيلسوف ورياضياتي أمريكي، ولد في 21 مارس 1957 في لوس ألاموس في الولايات المتحدة.